# Ghiacciaio dell'Eiskar
Il Ghiacciaio dell'Eiskar è un piccolo ghiacciaio della Catena Carnica Occidentale posto nel massiccio del Coglians-Mooskofel, tra il Coglians e la Creta delle Chianevate a quota 2 390 m s.l.m., in territorio austriaco. Viene descritto in letteratura come un ghiacciaio fossile ovvero coperto da detriti rocciosi con una parte rimanente in superficie sotto forma di glacio-nevato. Esteso circa un 1.5 ettari è esposto direttamente a nord, riceve apporti valanghivi dalle pareti rocciose circostanti ed è' simile ai piccoli apparati glaciali presenti nelle vicine Alpi Giulie.